# Gara Ufa
Ufa (în bașchiră Өфө, în rusă Уфа́) este denumirea gării centrale din Ufa, situată în districtul feroviar Soviețki de pe istorica magistrală de cale ferată transsiberiană.
Din punct de vedere al administrării, gara face parte din regiunea bașkiră a Căilor Ferate Kuibîșev.

## Istoric
Istoria gării Ufa este asociată cu construcția căii ferate Samara–Ufa, care a început în 1885, iar în 1888 a ajuns în orașul Ufa. În 1888 gara a început să funcționeze ca punct terminus al căii ferate. În 1890 a fost construită secțiunea Ufa–Zlatoust, transformând gara într-una de tranzit. În 1892 a fost construită și secțiunea Zlatoust–Celiabinsk. De la deschiderea traficului pe calea ferată siberiană și pe racordul Ekaterinburg–Celiabinsk (1896) și până la deschiderea circulației pe calea ferată Petersburg–Vologda–Viatka (1906), gara Ufa a fost situată pe singura magistrală feroviară care conecta Rusia și Europa cu Uralii, Siberia și Orientul Îndepărtat..
Poziția gării Ufa a fost decisă în 1885, iar prima clădire, construită în stil eclectic după un proiect al biroului de arhitectură F. F. Essen, a fost operată între 1888 și 1967. 
Pe 15 februarie 1968, Comitetului Regional Bașkir al PCUS a adoptat o rezoluție „Despre construcția unor gări feroviare, fluviale și de autobuz în orașul Ufa”, iar ridicarea clădirii actuale a gării a început în același an, după un proiect al arhitectului K. Gottlieb. O reconstrucție și modernizare a fost demarată în mai 2004. Prima etapă a gării renovate a fost deschisă publicului pe 17 decembrie 2008. 

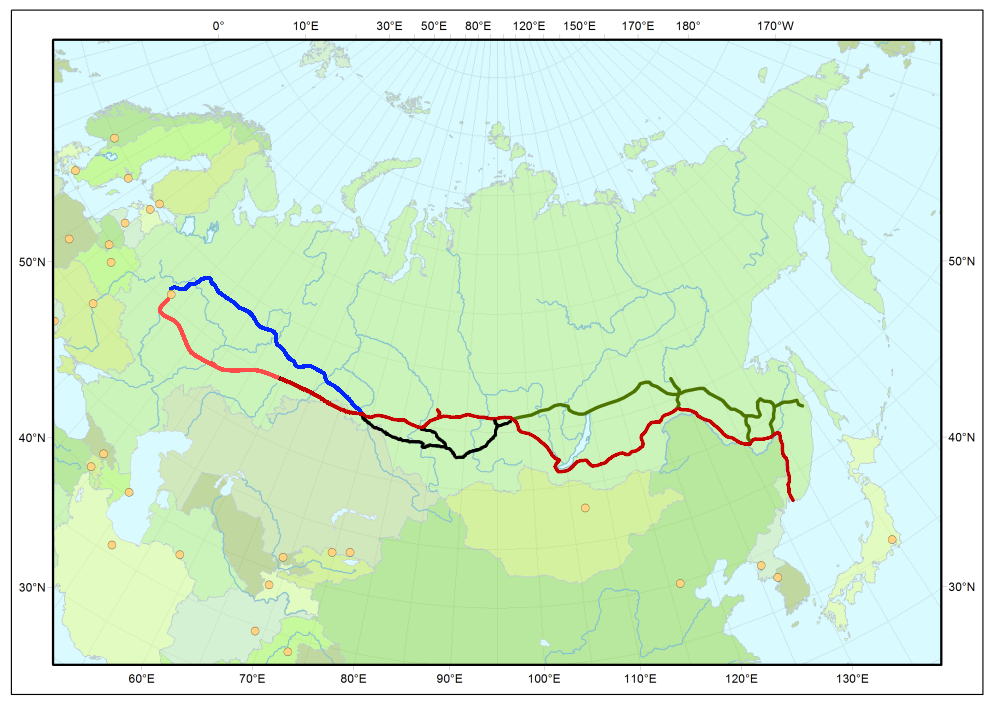
Rețeaua transsiberiană: magistrala istorică, magistrala de nord, magistrala Baikal-Amur, racorduri spre sudul Siberiei

## Parcare
În zona adiacentă clădirii gării se află două parcări auto cu plată. Prima, situată la intersecția străzilor Karl Marx și Vokzalnaia și având o capacitate de 200 de mașini, aparține Uzinei de Reparații Locomotive Diesel din Ufa. A doua este situată în piața gării, este administrată de societatea APS Master și este echipată cu o barieră automată și cu un terminal de plată pentru serviciile de parcare. În plus, la nivelul superior al străzii Vokzalnaia, în zona stației de tramvai, unde a fost realizată o intrare directă spre sala de așteptare a gării, parcarea vehiculelor este permisă pe ambele părți ale șoselei. Conform informațiilor furnizate de Căile Ferate Kuibîșev - o subsidiară a Căilor Ferate Ruse, parcarea vehiculelor personale în perimetrul gării Ufa începând din 5 ianuarie 2017 va fi asigurată prin intermediul angajaților societății OOO APS Master din Moscova, pe baza unui acord de închiriere încheiat cu Căile Ferate Ruse. Serviciile oferite de această societate permit parcarea gratuită timp de maxim 15 minute a vehiculelor sosite pentru a aduce sau prelua pasageri de la gară. Actualmente, dreptul de acces liber și parcare gratuită timp de 15 minute în zona gării este acordat tuturor vehiculelor.

## Interdicții de oprire
Pe ambele părți ale străzii K. Marx din zona gării sunt instalate semne de circulație prin care se interzice oprirea sau parcarea vehiculelor. Pe lângă „Oprirea interzisă”, indicatoarele mai avertizează că vehiculele parcate vor fi ridicate de către autoutilitare specializate.

## Transport
Gara este un nod intermodal și este prevăzută cu stații pentru următoarele linii de autobuz și tramvai:
- Linia 101: Gara Ufa → Aeroportul Internațional Ufa[9]
- Linia 3: Strada Dzerjinski → Cartierul Belorecenskîi
- Linia 74: Strada Dzerjinski → Ufimski DOK (cartierul Inors)
- Linia 214: Strada Dzerjinski → Parcul Milovski (cartierul Zaton)
- Linia 230: Strada Dzerjinski → Parcul Kașkadan (cartierul Sipailovo)
- Linia 239: Gara Ufa → Autogara Nord
- Linia 251: Gara Ufa → Parcul Kașkadan (cartierul Sipailovo)

## Galerie de imagini

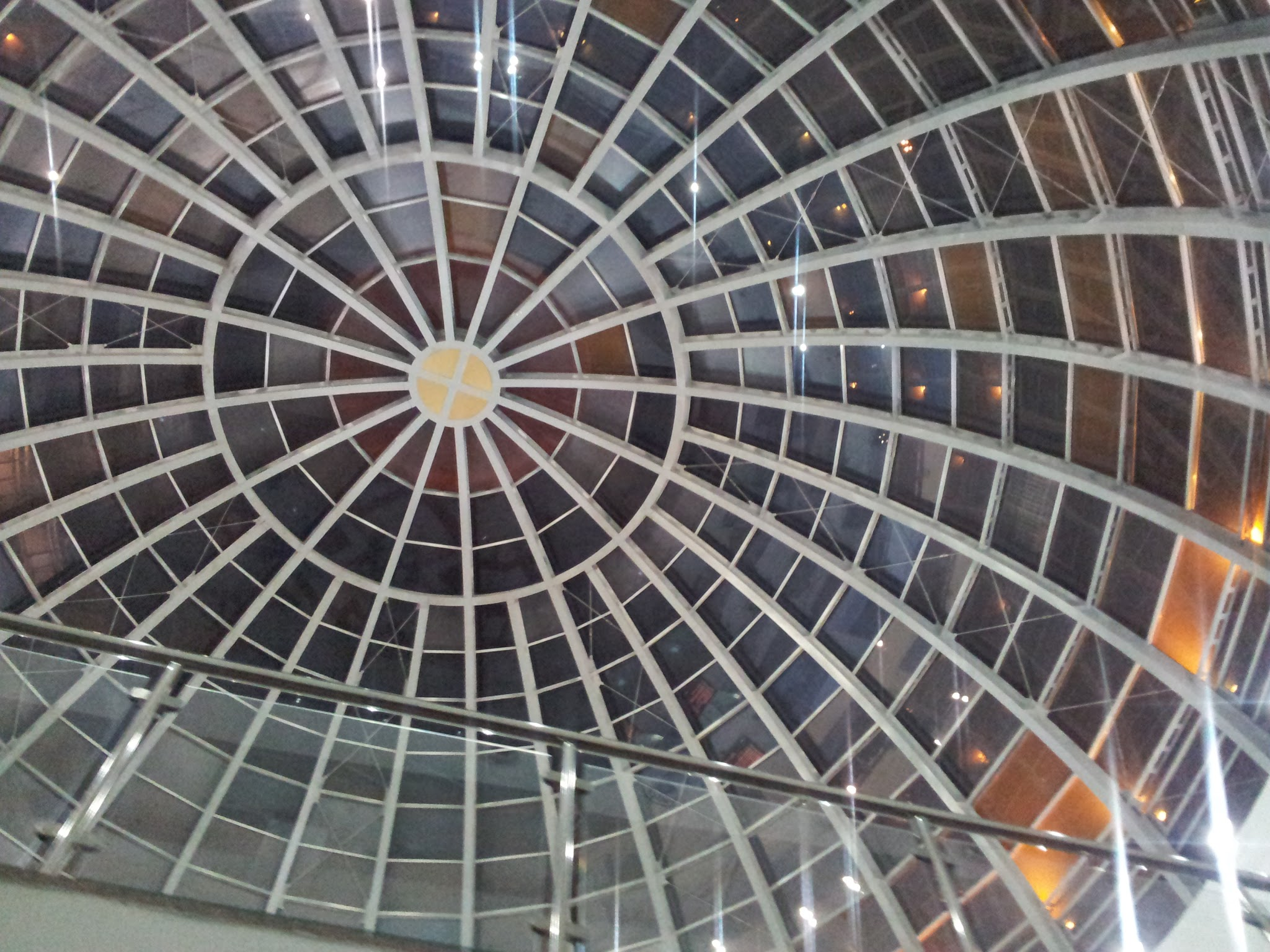
Domul gării văzut din interior
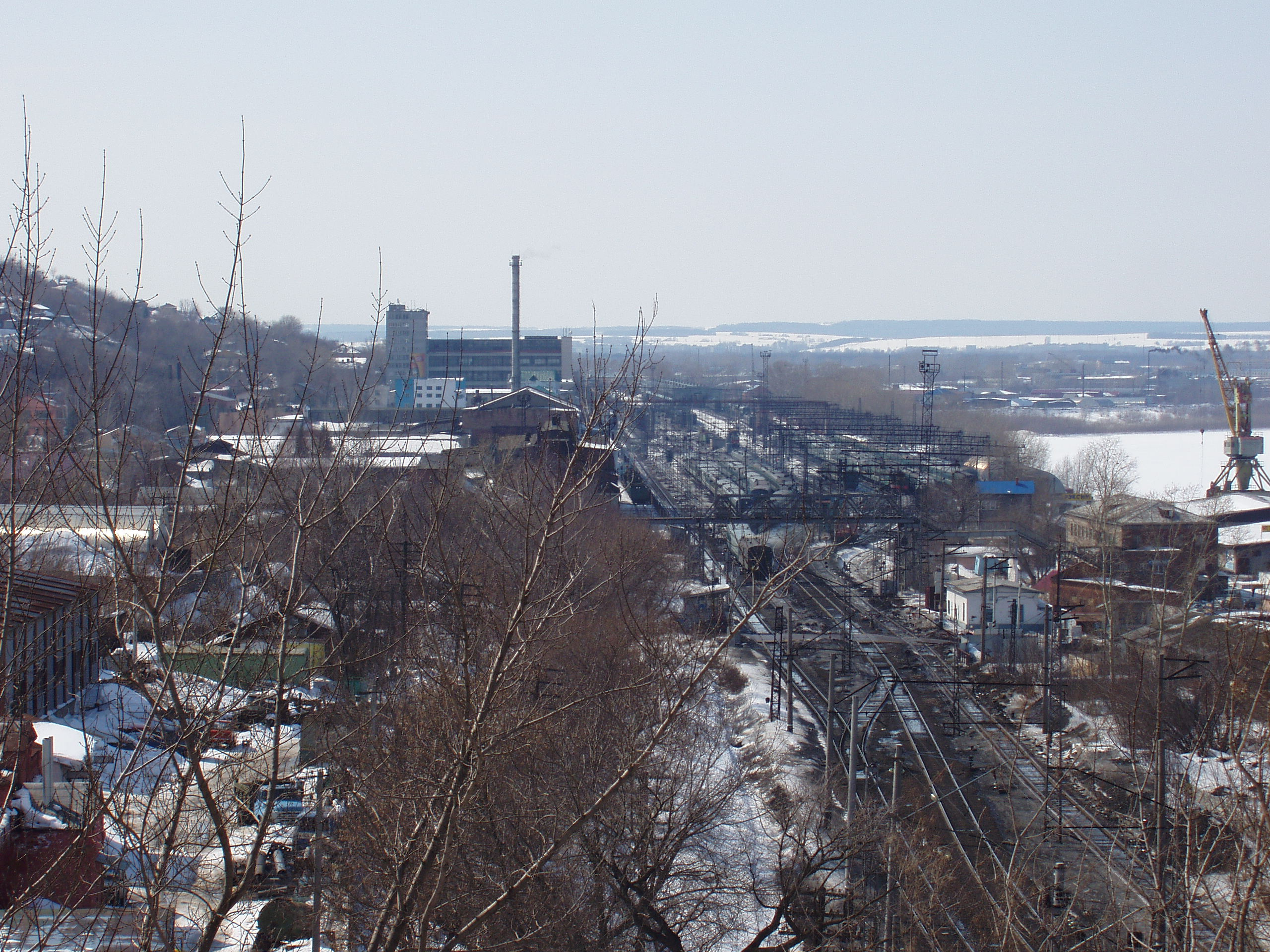
Gara văzută de pe podul drumului european E22 - aprilie 2005
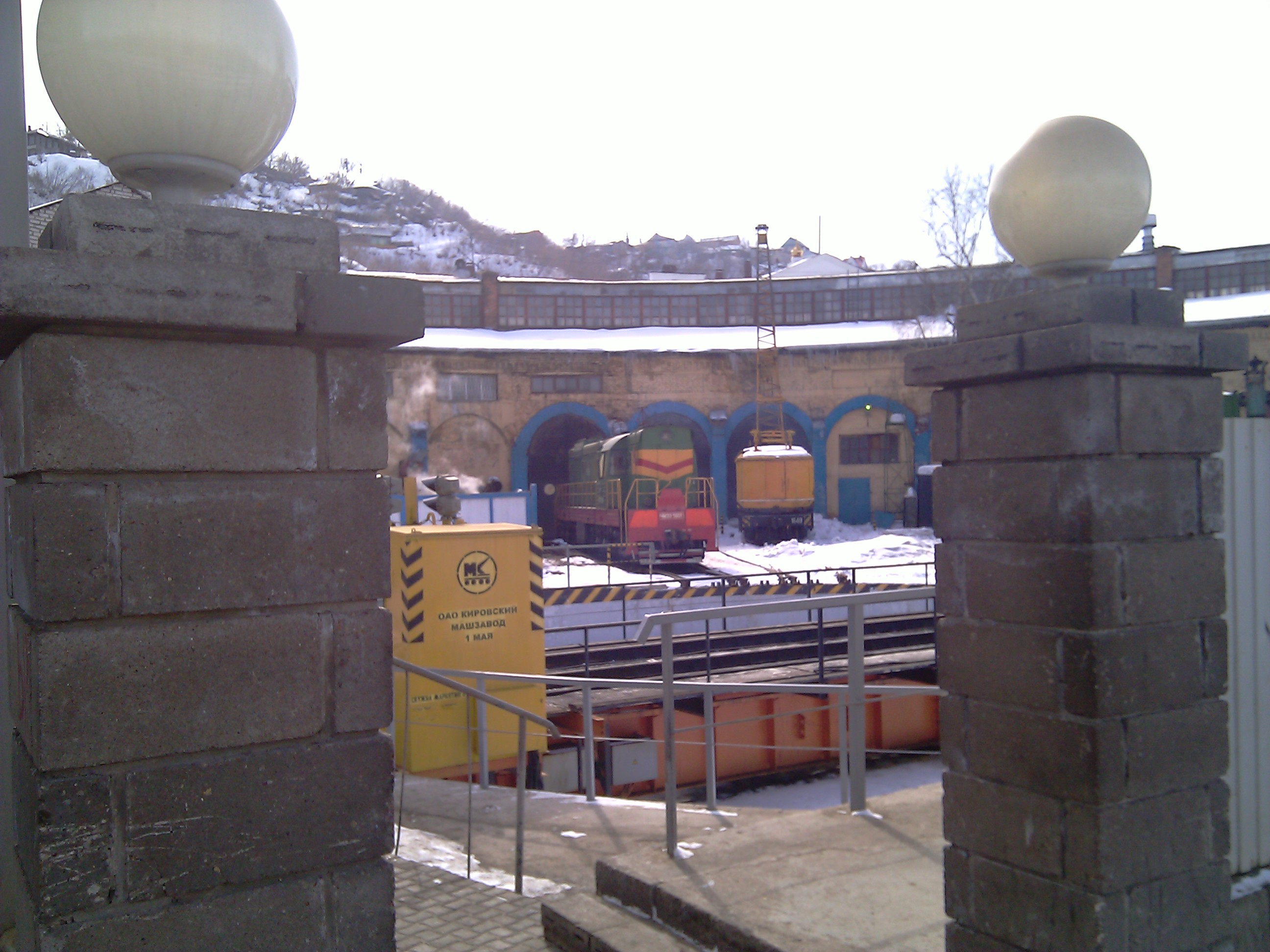
Vedere a depoului gării Ufa
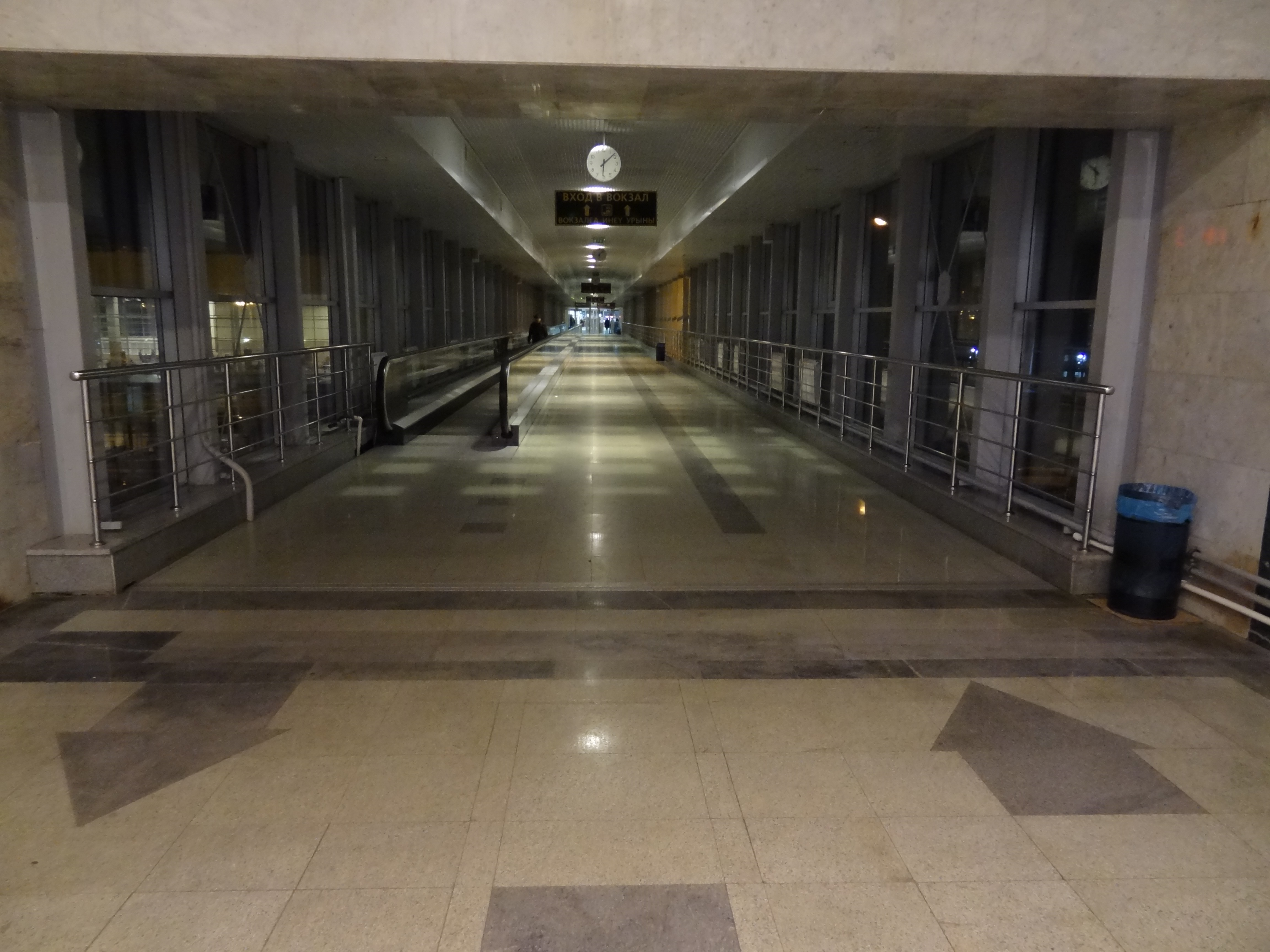
Pasaj către stațiile de autobuz și tramvai
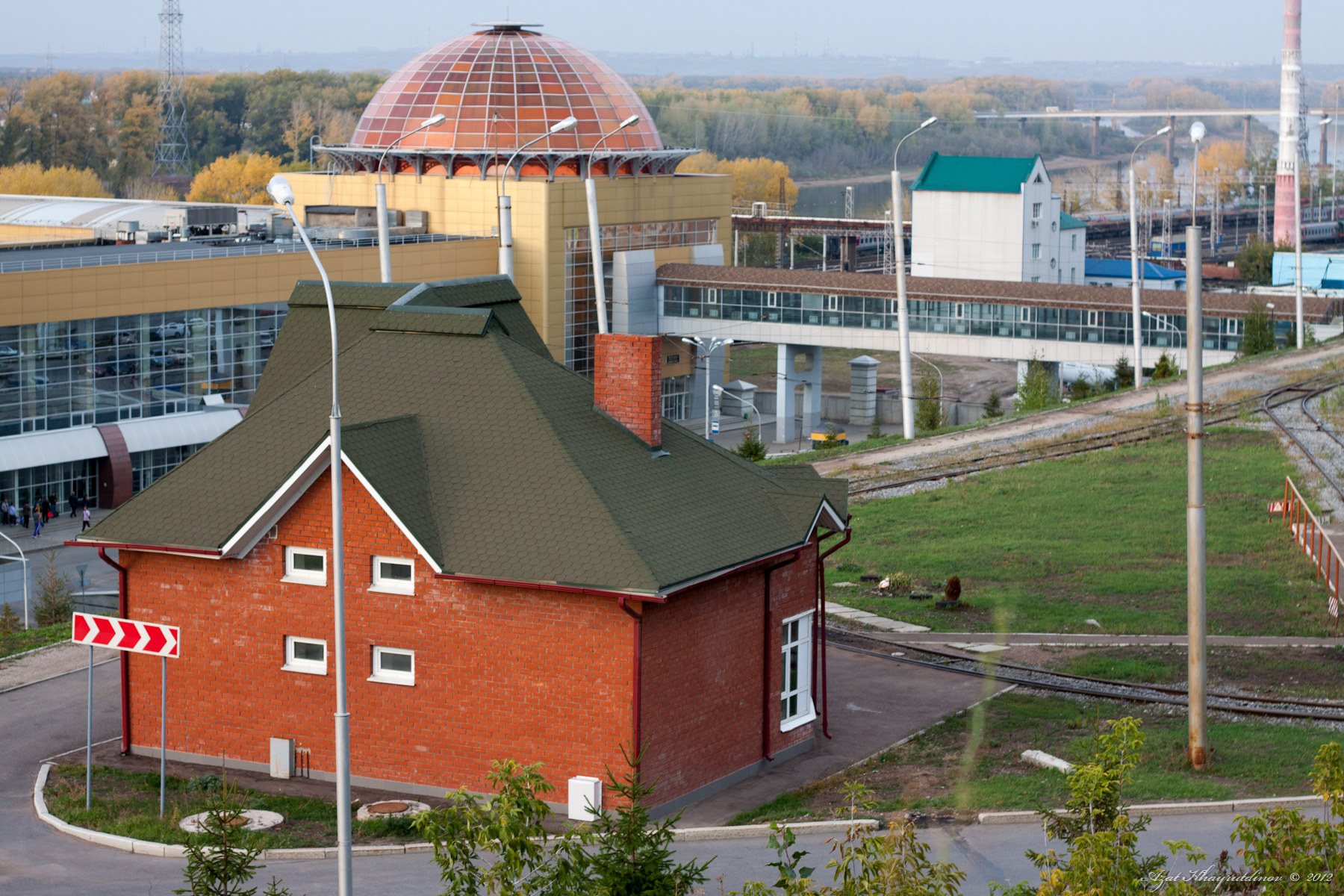
Altă vedere a gării